# Línea 40 (EMT Málaga)
La línea 40 comunica el barrio costero de Sacaba Beach con el Centro de Málaga (Avda. Manuel Agustín Heredia, Paseo de los Curas y Paseo de la Farola) a través de las vías más cercanas a la costa (calle Pacífico y Paseo marítimo Antonio Machado). Es producto de la primera fase del proyecto para comunicar todo el litoral de la capital malagueña en transporte público, en servicio desde el 26 de enero de 2015.

## Historia
Históricamente, la barriada de Sacaba Beach estaba comunicada por autobús gracias a la línea 16, que tenía en este lugar su cabecera. Cuando se terminaron de urbanizar y construir los terrenos de Finca El Pato, se optó por el desvío de la línea hacia la zona de nueva construcción. Fue entonces cuando Sacaba Beach, temporalmente, perdió la parada en su barrio. No en vano, las peticiones vecinales consiguieron que la línea 16 volviera, de forma efímera, a parar en la zona.
A principios de 2007, la zona sufriría una gran remodelación para comenzar a construir una vía de mayor capacidad para darle continuidad a la calle Pacífico paralela al río Guadalhorce. Esta obra no contempló la conexión entre el Camino de la Térmica y la rotonda de Sacaba Beach, por lo que la barriada quedó aislada en materia de transporte público. A pesar de las reivindicaciones vecinales durante años, la administración local se escudó en el traslado de las instalaciones de Limasa para abrir un nuevo vial que comunicara la avenida Imperio Argentina con el paseo marítimo.
Finalmente, la solución escogida ha sido la creación de una nueva línea litoral, debido a que la conexión antes mencionada aún no se ha llevado a cabo. En un principio, se anunció su puesta en marcha para el día 30 de enero, a una frecuencia de 50 minutos, aunque finalmente, se produjo el día 26 de enero a una frecuencia de 60 minutos.

## Características
El objetivo principal de la línea era paliar las carencias de transporte del barrio de Sacaba Beach. No obstante, también se han beneficiado los residentes de la calle Pacífico, cuya parada más cercana se encontraba en el paralelo vial de avenida Sor Teresa Prat o calle Luis Barahona de Soto, a unos 500-600 metros. También se ha conseguido conectar el centro de Málaga con la Diputación provincial, el Edificio municipal de usos múltiples y la Tabacalera, todos ellos sedes de distintas administraciones. Un último objetivo de la línea es la unión de varios museos: el Museo Automovilístico de Málaga y el centro de la Colección del Museo Ruso San Petersburgo Málaga, situados en el antiguo edificio de La Tabacalera, el Centre Pompidou Málaga, en la confluencia de los muelles 1 y 2 del Puerto de Málaga, y el Museo Alborania.

## Material Móvil
Los autobuses asignados a la línea son un MAN NM223F carrozado por Castrosua en su modelo Magnus, de 10 metros; Iveco Irisbus Citelis carrozados también por Castrosua en su modelo también llamado Magnus, pero de 12 metros de largo; Iveco Irisbus Citelis carrozado por Hispano; el Iveco City Bus Hispano de 12 metros; un Renault City Hispano de 12 metros; un Mercedes Citaro de 10 metros; Volvo 7900 BRLH ds 12 metros; MAN Castrosua New City de 12 metros; MAN Lion's City eléctrico de 12 metros; y todos los modelos de Iveco Urbanway de 12 metros.

## Horarios

### Laborables
| 7  | 8  | 9  | 10 | 11 | 12 | 13 | 14 | 15 | 16 | 17 | 18    | 19 | 20 | 21 |
| 30 | 30 | 30 | 30 | 30 | 00 | 00 | 00 | 00 | 00 | 00 | 00 30 | 30 | 30 | 30 |

| 7  | 8  | 9  | 10 | 11    | 12 | 13 | 14 | 15 | 16 | 17 | 18 | 19 | 20 | 21 |
| 00 | 00 | 00 | 00 | 00 30 | 30 | 30 | 30 | 30 | 30 | 30 | 30 | 00 | 00 | 00 |

### Sábados, domingos y festivos
No hay servicio

## Recorrido
| Código | Parada                                                | Situación                                       | Conexión EMT | Conexión otras redes | Lugares de interés                                                                  |
| ------ | ----------------------------------------------------- | ----------------------------------------------- | ------------ | -------------------- | ----------------------------------------------------------------------------------- |
| 1421   | Paseo de la Farola                                    | Paseo de la Farola (frente Núm. 18)             | 14           |                      | La Farola                                                                           |
| 1301   | Paseo Marítimo Ciudad de Melilla - Paseo de la Farola | Paseo Marítimo Ciudad de Melilla, 4             | 14           |                      | Club Mediterráneo                                                                   |
| 1802   | Paseo Marítimo Ciudad de Melilla - Plaza Malagueta    | Paseo Marítimo Ciudad de Melilla (fte. Núm. 23) | 14           |                      | Playa de La Malagueta                                                               |
| 3901   | Paseo de los Curas                                    | Paseo de los Curas (junto Eduardo Ocón)         |              |                      | Auditorio Eduardo Ocón Parque de Málaga Museo Alborania Palmeral de las Sorpresas   |
| 2701   | Avda. Manuel Agustín Heredia                          | Avda. Manuel Agustín Heredia, 14                |              |                      | Tribunal Superior de Justicia de Andalucía Subestación de autobús de Muelle Heredia |
| 2416   | Avda. Manuel Agustín Heredia - CARE                   | Avda. Manuel Agustín Heredia, 32                | 20 27        |                      | C.A.R.E. - Centro de Salud Alameda-Perchel                                          |
| 3902   | Paseo Antonio Machado - Ingeniero Garnica             | Paseo Antonio Machado, 24                       |              |                      | Edificio municipal de Servicios Múltiples                                           |
| 3903   | Paseo Antonio Machado - Tomás Echeverría              | Paseo Antonio Machado, 62                       |              |                      | Centro deportivo Huelin                                                             |
| 3904   | Pacífico - Princesa                                   | Pacífico, 10                                    |              |                      | Tabacalera-Museo Automovilístico                                                    |
| 3905   | Pacífico - Carril de la Chupa                         | Pacífico, 38                                    |              |                      |                                                                                     |
| 3906   | Pacífico - Diputación                                 | Pacífico, 62                                    |              |                      | Diputación Provincial                                                               |
| 3907   | Pacífico - Avda. Molière                              | Pacífico, 102                                   |              |                      |                                                                                     |
| 3951   | Pacífico - Sacaba Beach                               | Pacífico, 97                                    |              |                      |                                                                                     |

| Código | Parada                                          | Situación                               | Conexión EMT | Conexión otras redes | Lugares de interés                                                                |
| ------ | ----------------------------------------------- | --------------------------------------- | ------------ | -------------------- | --------------------------------------------------------------------------------- |
| 3951   | Pacífico - Sacaba Beach                         | Pacífico, 97                            |              |                      |                                                                                   |
| 3952   | Pacífico - Avda. Molière                        | Pacífico, 83                            |              |                      |                                                                                   |
| 3953   | Pacífico - Diputación                           | Pacífico, 59                            |              |                      | Diputación Provincial                                                             |
| 3954   | Pacífico - Carril de la Chupa                   | Pacífico, 41                            |              |                      |                                                                                   |
| 3955   | Pacífico - Princesa                             | Pacífico (frente Núm. 10)               |              |                      | Tabacalera-Museo Automovilístico                                                  |
| 3956   | Paseo Antonio Machado - Tomás Echeverría        | Paseo Antonio Machado (frente Núm. 58)  |              |                      | Centro deportivo Huelin                                                           |
| 3957   | Paseo Antonio Machado - Ingeniero Garnica       | Paseo Antonio Machado (frente Núm. 24)  |              |                      | Edificio municipal de Servicios Múltiples                                         |
| 462    | Paseo Antonio Machado - Nuevo Puente del Carmen | Puente de Antonio Machado, 1            | 20 27        |                      | C.A.R.E. - Centro de Salud Alameda-Perchel                                        |
| 3959   | Plaza de la Marina                              | Plaza de la Marina, 5                   |              |                      | Subestación de autobús de Muelle Heredia                                          |
| 3958   | Paseo de los Curas                              | Paseo de los Curas (junto Eduardo Ocón) |              |                      | Auditorio Eduardo Ocón Parque de Málaga Museo Alborania Palmeral de las Sorpresas |
| 1359   | Paseo de la Farola - Comandancia de Marina      | Paseo de la Farola (frente Núm. 5)      | 14           |                      | Centro Comercial Muelle Uno                                                       |
| 1421   | Paseo de la Farola                              | Paseo de la Farola (frente Núm. 18)     | 14           |                      | La Farola                                                                         |